# Filosofia da administração
Filosofia da administração é o campo da pesquisa filosófica que se ocupa da investigação da teoria e prática administrativas.